# Hypargyria
Hypargyria is een geslacht van vlinders van de familie snuitmotten (Pyralidae), uit de onderfamilie Phycitinae.

## Soorten
- H. definitella Zeller, 1881
- H. ferrella Hampson, 1896
- H. impecuniosa de Joannis, 1927
- H. metalliferella Ragonot, 1888
- H. slossonella Hulst, 1900